# 苏雷希·安加迪
苏雷希·安加迪（英語：Suresh Angadi，1955年6月1日—2020年9月23日），印度政治人物，人民院议员、铁道国务部长。印度人民党党员。

## 生平
1955年生于印度卡纳塔克邦貝爾高姆縣。先后毕业于贝尔高姆萨米蒂商业学院和法律学院。
1996年，他开始从政，担任印度人民党貝爾高姆縣委员会副主席。2001年，他被提名为主席人选，并成功当选。2004年，他击败国大党的竞争对手，成功当选贝尔高姆选区的第14届人民院议员。他在2009年、2014年和2019年连续当选。
2019年5月，他担任铁道部国务部长。任期内，他批准了班加罗尔的城郊通勤轨道项目。他还领导了以自己名字命名的教育基金会，在卡纳塔克邦管理有一些大学。
2020年9月11日，他向媒体表示自己的2019冠状病毒检测结果呈阳性，已于当日下午6时30分左右进入新德里全印医学院2019冠状病毒病诊疗中心接受治疗。2020年9月23日因抢救无效逝世，终年65岁。他是印度第一位死于2019冠状病毒病的聯盟部長。